# Donavon Frankenreiter
Donavon Frankenreiter, född 10 december 1972 i Downey, Kalifornien, USA, är en amerikansk musiker och surfare. Han är en god vän till Jack Johnson och hans debutalbum släpptes 2004 av Jack Johnsons skivbolag Brushfire Records med hjälp av Universal Music. Han var även med i Australiens musiktopplista 2004. 

## Musikkarriär
Donavon började spela i bandet Peanut Butter and Jam när han var 18 år gammal. 1996 började hans seriösa karriär ta över då han började spela gitarr i bandet Sunchild, Sunchild spelade 70-talsrock med tydliga influenser av The Black Crows. De släppte sin första skiva Barefoot & live 1997. Skivan bestod mestadels av covers från band som Rolling Stones och Van Morrison. Detta album är idag extremt svårt att hitta. Sunchild splittrades efter ett internt bråk 2001. 
2002 skrev Donavon på ett kontrakt med Jacks skivbolag Brushfire Records, och släppte med dem sitt debutalbum, Donavon Frankenreiter. Jack Johnson och Mario Caldato jr var producenter på denna skiva. Donavon följde även med Jack Johnson på hans turné som sidoartist. 
2006 lämnade Donavon Brushfire Records och skrev istället på Lost Highway Records. Med dem släppte han skivan, Move by yourself, skivan släpptes 6 juni 2006. Senare samma år släppte han låten Lovely Day som blev inledningslåt till filmen Snakes on a plane.
Han släppte senare skivorna Recycled Recipes och Pass it around

## Diskografi
Med Sunchild:
- Barefoot & live (1997)
- California Honey (2000)

Solo
- Donavon Frankenreiter (2004)
- Move by yourself (2006)
- The Abbey Road Session (DVD) (2006)
- Recycled Recipes (2007)
- Pass it around (2008)

Med Jack Johnson och G. Love
- Some live songs